# Championnats du monde de karaté juniors et cadets 2013
 (décembre 2013).
Les championnats du monde de karaté juniors et cadets 2013 ont lieu du 7 au 10 novembre 2013 à Guadalajara, en Espagne. Il devrait s'agir de la huitième édition des championnats du monde de karaté juniors et cadets et de la première ayant lieu dans ce pays en particulier.

## Résultats

### Cadets

#### Kata
| Rang | Pays    | Karatéka         |
| ---- | ------- | ---------------- |
| 1    | Japon   | Nozomi Yamanaka  |
| 2    | Turquie | Emre Vefa Goktas |
| 3    | Russie  | Vadim Kobzarev   |
| 3    | Espagne | Xabier Pereda    |

| Rang | Pays       | Karatéka          |
| ---- | ---------- | ----------------- |
| 1    | Japon      | Saori Ishibashi   |
| 2    | États-Unis | Jennifer Robinson |
| 3    | Turquie    | Deniz Atak        |
| 3    | Espagne    | Raquel Roy        |

#### Kumite

##### Kumitemasculin
| Rang | Pays      | Karatéka                  |
| ---- | --------- | ------------------------- |
| 1    | Iran      | Reza Enayati              |
| 2    | Turquie   | Mustafa Yildiz            |
| 3    | Égypte    | Abdelrahman Khaled Kassem |
| 3    | Allemagne | David Kühn                |

| Rang | Pays       | Karatéka        |
| ---- | ---------- | --------------- |
| 1    | Monténégro | Mario Hodzic    |
| 2    | Italie     | Francesco Pinto |
| 3    | Turquie    | Furkan Kaya     |
| 3    | Écosse     | Dylan Rush      |

| Rang | Pays     | Karatéka             |
| ---- | -------- | -------------------- |
| 1    | Russie   | Kirill Solopov       |
| 2    | Danemark | Jonas Friis Pedersen |
| 3    | Égypte   | Ahmed Elmasry        |
| 3    | Croatie  | Vladimír Gašpar      |

| Rang | Pays      | Karatéka         |
| ---- | --------- | ---------------- |
| 1    | Espagne   | Alejandro Molina |
| 2    | Algérie   | Dris Aimen       |
| 3    | Allemagne | Maximilian Bauer |
| 3    | Turquie   | Anıl Korkmaz     |

| Rang | Pays            | Karatéka              |
| ---- | --------------- | --------------------- |
| 1    | Égypte          | Aly Soliman           |
| 2    | Croatie         | Jakov Bunjevac        |
| 3    | Arabie saoudite | Tareg Hamadi          |
| 3    | Italie          | Aziz Abbes Mouhiidine |

##### Kumiteféminin
| Rang | Pays      | Karatéka              |
| ---- | --------- | --------------------- |
| 1    | Égypte    | Israa Abdelkader      |
| 2    | Turquie   | Hümeyra Beyza Ünlüsoy |
| 3    | Croatie   | Ines Grdenić          |
| 3    | Venezuela | Yorgelis Salazar      |

| Rang | Pays      | Karatéka              |
| ---- | --------- | --------------------- |
| 1    | Hongrie   | Aicha Zakia Boussebaa |
| 2    | France    | Aurore Bourçois       |
| 3    | Égypte    | Maya Mahmoud Gad      |
| 3    | Allemagne | Josephine Röhl        |

| Rang | Pays        | Karatéka         |
| ---- | ----------- | ---------------- |
| 1    | Allemagne   | Johanna Kneer    |
| 2    | Ukraine     | Elizaveta Sirosh |
| 3    | Azerbaïdjan | Farida Aliyeva   |
| 3    | Tunisie     | Chaima Bouaziz   |

### Juniors

#### Kata
| Rang | Pays    | Karatéka           |
| ---- | ------- | ------------------ |
| 1    | Japon   | Yuhei Horiba       |
| 2    | Espagne | Antonio García     |
| 3    | Turquie | Alperen Fatih Iniş |
| 3    | Russie  | Daniil Ufimtsev    |

| Rang | Pays   | Karatéka               |
| ---- | ------ | ---------------------- |
| 1    | Japon  | Karen Furukawa         |
| 2    | Russie | Anastasiia Rumiantceva |
| 3    | Italie | Terryana D'Onofrio     |
| 3    | Serbie | Bojana Mladežić        |

#### Kumite

##### Kumitemasculin
| Rang | Pays    | Karatéka                |
| ---- | ------- | ----------------------- |
| 1    | Égypte  | Malek Gomaa Salama      |
| 2    | Algérie | Ali Allouche            |
| 3    | France  | Aziz Rghioui            |
| 3    | Iran    | Milad Tighi Ali Babaloo |

| Rang | Pays       | Karatéka            |
| ---- | ---------- | ------------------- |
| 1    | Brésil     | Breno Teixeira      |
| 2    | France     | Kevin Tavares Lopes |
| 3    | Kazakhstan | Kaisar Alpysbay     |
| 3    | Turquie    | Tolga Macar         |

| Rang | Pays    | Karatéka         |
| ---- | ------- | ---------------- |
| 1    | France  | Steven Da Costa  |
| 2    | Turquie | Doğan Ateş       |
| 3    | Espagne | Raul Cuerva      |
| 3    | Hongrie | Gábor Hárspataki |

| Rang | Pays     | Karatéka         |
| ---- | -------- | ---------------- |
| 1    | Égypte   | Mohamed El Kotby |
| 2    | Danemark | Kevin Korte      |
| 3    | Iran     | Ali Behboud      |
| 3    | Maroc    | Taj Azzedine     |

| Rang | Pays    | Karatéka       |
| ---- | ------- | -------------- |
| 1    | Égypte  | Adham Alfiky   |
| 2    | Japon   | Koki Kamaguchi |
| 3    | Maroc   | Achraf Ouchen  |
| 3    | Estonie | Tanel Paabo    |

##### Kumiteféminin
| Rang | Pays      | Karatéka       |
| ---- | --------- | -------------- |
| 1    | Allemagne | Shara Hubrich  |
| 2    | Japon     | Miho Miyahara  |
| 3    | Croatie   | Monika Berulec |
| 3    | Égypte    | Radwa Sayed    |

| Rang | Pays    | Karatéka       |
| ---- | ------- | -------------- |
| 1    | Égypte  | Marah El Sayed |
| 2    | Japon   | Misaki Oku     |
| 3    | Hongrie | Nicol Nógrádi  |
| 3    | Turquie | Umay Tokcan    |

| Rang | Pays    | Karatéka        |
| ---- | ------- | --------------- |
| 1    | Ukraine | Iryna Zaretska  |
| 2    | Japon   | Ayami Moriguchi |
| 3    | Mexique | Ivette Martinez |
| 3    | Serbie  | Jovana Prekovic |

| Rang | Pays    | Karatéka        |
| ---- | ------- | --------------- |
| 1    | Italie  | Silvia Semeraro |
| 2    | France  | Nancy Garcia    |
| 3    | Japon   | Hikaru Furuno   |
| 3    | Espagne | Maria Torres    |

### Épreuves par équipes

#### Kata
| Rang | Pays    |
| ---- | ------- |
| 1    | Turquie |
| 2    | Espagne |
| 3    | Pérou   |
| 3    | Égypte  |

| Rang | Pays    |
| ---- | ------- |
| 1    | Espagne |
| 2    | France  |
| 3    | Italie  |
| 3    | Grèce   |

### Coupe du monde des moins de 21 ans

#### Kata
| Rang | Pays      | Karatéka           |
| ---- | --------- | ------------------ |
| 1    | Japon     | Hiroki Kubo        |
| 2    | France    | Enzo Montarello    |
| 3    | Égypte    | Mohamed Abdelfatah |
| 3    | Venezuela | Jorge Martínez     |

| Rang | Pays       | Karatéka          |
| ---- | ---------- | ----------------- |
| 1    | Japon      | Kiyou Shimizu     |
| 2    | Slovaquie  | Dorota Balciarova |
| 3    | Pérou      | Ingrid Aranda     |
| 3    | Angleterre | Aimee Sell        |

#### Kumite

##### Kumitemasculin
| Rang | Pays        | Karatéka          |
| ---- | ----------- | ----------------- |
| 1    | France      | Marvin Garin      |
| 2    | Azerbaïdjan | Tural Aghalarzade |
| 3    | Mexique     | Ryan Flores       |
| 3    | Hongrie     | Szegedi Döme      |

| Rang | Pays        | Karatéka          |
| ---- | ----------- | ----------------- |
| 1    | Turquie     | Erman Eltemur     |
| 2    | Tunisie     | Safouane Khamassi |
| 3    | Azerbaïdjan | Shahin Guluzade   |
| 3    | Maroc       | Abdellah Rouiha   |

| Rang | Pays              | Karatéka               |
| ---- | ----------------- | ---------------------- |
| 1    | Égypte            | Abdelrahman Abdelmonem |
| 2    | Russie            | Mikhail Davydov        |
| 3    | Macédoine du Nord | Berat Jakupi           |
| 3    | Salvador          | Jorge Merino           |

##### Kumiteféminin
| Rang | Pays    | Karatéka                  |
| ---- | ------- | ------------------------- |
| 1    | Égypte  | Areeg Rashed Said Youssef |
| 2    | France  | Emily Thouy               |
| 3    | Japon   | Shiho Tokai               |
| 3    | Turquie | Aylin Yılmaz              |

| Rang | Pays      | Karatéka          |
| ---- | --------- | ----------------- |
| 1    | France    | Leïla Heurtault   |
| 2    | Taïwan    | Wen Tzu-yun       |
| 3    | Turquie   | Merve Çoban       |
| 3    | Slovaquie | Ingrid Suchánková |

| Rang | Pays       | Karatéka             |
| ---- | ---------- | -------------------- |
| 1    | Égypte     | Giana Mohamed Farouk |
| 2    | France     | Alizée Agier         |
| 3    | Kazakhstan | Anastasiya Oleshko   |
| 3    | Slovaquie  | Dominika Tatárová    |